# The Gutenberg Galaxy
The Gutenberg Galaxy: The Making of Typographic Man ist ein Buch von Marshall McLuhan, das erstmals 1962 veröffentlicht wurde; die deutsche Übersetzung erschien 1968 unter dem Titel Die Gutenberg-Galaxis. Das Ende des Buchzeitalters im Econ Verlag, München.

McLuhan prägte in dem Band die Begriffe des globalen Dorfes (global village), der Gutenberg-Galaxis (Gutenberg Galaxy) und schlug eine mediengenealogische Einteilung der menschlichen Geschichte in vier Epochen vor (Oralität, Literalität (der Zeit des Alphabetischen Monopols), Gutenberg-Galaxis und elektronisches Zeitalter). McLuhan analysierte in The Gutenberg Galaxy vor allem die Auswirkungen verschiedener Kommunikationsmedien und -technologien auf die europäische Kultur und das menschliche Bewusstsein. Beispielsweise habe die typographische Kultur (vgl. Typographeum) die Vielfalt der Sinnesempfindungen in den Hintergrund gedrängt, indem sie die Wahrnehmung visuell „homogenisierte“: 

„Diese Art von Verzerrung oder Reduktion unserer gesamten Sinneserfahrung auf den Bereich eines einzigen Sinnes ist in der Tendenz jedoch die Auswirkung der Typographie auf die Künste und Wissenschaft wie auch auf das menschliche Empfinden.“

Nach seiner Argumentation bewirkte die Durchsetzung des Buchdrucks die Entstehung des Nationalismus, des Dualismus, das Dominieren des Rationalismus, die Automatisierung der wissenschaftlichen Forschung sowie die Vereinheitlichung und Standardisierung der Kulturen und die Entfremdung der Individuen.

## Rezeption
McLuhans Schriften wurden in Deutschland erst verzögert rezipiert, entfalteten aber in den 1990er Jahren eine umso weitreichendere Wirkung. Medienwissenschaftler wie Friedrich Kittler oder Norbert Bolz griffen Teile von McLuhans Argumentation auf und integrierten sie in ihre eigenen Werke; so bezeichnet Kittler die Auswirkungen des Buchdrucks als Alphabetisches Monopol und schreibt ihre Entwicklung in Aufschreibesysteme 1800/1900 fort.
Michael Giesecke schließt mit Der Buchdruck in der frühen Neuzeit ebenfalls argumentativ an McLuhan an, systematisiert dessen Thesen jedoch und unterlegt sie mit einer Fülle von historischen Fallstudien.
In Anlehnung an den Begriff der Gutenberg Galaxy prägte der Soziologe Manuel Castells in seiner Trilogie Das Informationszeitalter aus dem Jahr 1996 den Begriff McLuhan-Galaxis.

## Buchausgaben
- The Gutenberg Galaxy. The Making of Typographic Man. London 1962; University of Toronto Press, Toronto 2002, ISBN 0-8020-6041-2.
- Die Gutenberg-Galaxis. Das Ende des Buchzeitalters. Econ, Düsseldorf 1968; Addison-Wesley, Bonn 1995, ISBN 3-89319-999-3.